# Elecciones presidenciales de Estados Unidos de 2024 en Maine
Las elecciones presidenciales de Estados Unidos de 2024 en Maine se llevaron a cabo el 5 de noviembre de 2024, como parte de las elecciones presidenciales de Estados Unidos de 2024. Los votantes de Maine eligieron a los cuatro electores que los representarían en el Colegio Electoral mediante votación popular.
Maine es un estado rural escasamente poblado en el norte de Nueva Inglaterra. A diferencia de todos los demás estados, excepto Nebraska, Maine otorga dos votos electorales en función del voto estatal y un voto por cada distrito del Congreso. Se esperaba que los votos generales fuesen impugnados por ambos partidos, pero se esperaba que los obtuviera el candidato presidencial demócrata, ya que la última vez que ganó un republicano fue en 1988. Sin embargo, se esperaba que los dos distritos del Congreso se dividieran entre los candidatos demócratas y republicanos, algo que ha ocurrido en 2016 y 2020.
Se veía a Maine como un campo de batalla secundario durante el ciclo electoral de 2024. En 2016, Trump perdió por poco ante Hillary Clinton por menos del 3% y un margen de 22,142 votos. Sin embargo, en 2020 Biden ganó el estado por el 9%, aunque Trump mantuvo el segundo distrito congresual de Maine. Maine es un estado de leve a moderadamente azul, y los demócratas lo consideran el favorito para ganar por mayoría absoluta.

## Resultados

### Generales
| Partido       | Partido             | Candidato     | Votos | %   |
| ------------- | ------------------- | ------------- | ----- | --- |
|               | Demócrata           | Kamala Harris |       |     |
|               | Republicano         | Donald Trump  |       |     |
|               | Verde               | Jill Stein    |       |     |
|               | Libertario          | Chase Oliver  |       |     |
|               | Justicia para Todos | Cornel West   |       |     |
| Escritos      |                     |               |       |     |
|               |                     |               |       |     |
| Total         | Total               | Total         |       | 100 |
| Participación |                     |               |       |     |
| Registrados   |                     |               |       |     |
|               |                     |               |       |     |
| Fuente:       |                     |               |       |     |

### Por condado
|              | Harris Demócrata | Harris Demócrata | Trump Republicano | Trump Republicano | Total       | Margen | Margen |
| Condado      | Votos            | %                | Votos             | %                 | Total       | Votos  | %      |
| ------------ | ---------------- | ---------------- | ----------------- | ----------------- | ----------- | ------ | ------ |
| Androscoggin |                  |                  |                   |                   | En curso... |        |        |
| Aroostook    |                  |                  |                   |                   | En curso... |        |        |
| Cumberland   |                  |                  |                   |                   | En curso... |        |        |
| Franklin     |                  |                  |                   |                   | En curso... |        |        |
| Hancock      |                  |                  |                   |                   | En curso... |        |        |
| Kennebec     |                  |                  |                   |                   | En curso... |        |        |
| Knox         |                  |                  |                   |                   | En curso... |        |        |
| Lincoln      |                  |                  |                   |                   | En curso... |        |        |
| Oxford       |                  |                  |                   |                   | En curso... |        |        |
| Penobscot    |                  |                  |                   |                   | En curso... |        |        |
| Piscataquis  |                  |                  |                   |                   | En curso... |        |        |
| Sagadahoc    |                  |                  |                   |                   | En curso... |        |        |
| Somerset     |                  |                  |                   |                   | En curso... |        |        |
| Waldo        |                  |                  |                   |                   | En curso... |        |        |
| Washington   |                  |                  |                   |                   | En curso... |        |        |
| York         |                  |                  |                   |                   | En curso... |        |        |